# 第4軍団スキュティカ
第4軍団スキュティカ (Legion IIII Scythica) は、古代ローマのローマ軍団のひとつ。マルクス・アントニウスによって紀元前42年に編成された。またパルティアへの遠征に従軍もした事よりパルティカとも呼ばれ、5世紀まで存続した。紋章はカプリコルヌス。

## 軍歴

### 共和政末期からユリウス＝クラウディウス朝
マルクス・アントニウスの編成ではあるが、その起源は詳しく分かってはいない。しかしながらアントニウスがパルティア遠征を始める時期であっただろうと考えられている。また名前よりスキタイ人と戦った事も想定される。アントニウスがアクティウムの海戦の後に自死するとオクタウィアヌスは第4軍団をドナウ川流域の属州モエシアに配備、公共施設の建築、ローマ街道の整備などに従事する。また、後のローマ皇帝ウェスパシアヌスもこの時期の軍団に所属していた。
アルメニア王国との領有権でパルティアとの軋轢が生じると皇帝ネロは属州カッパドキアのレガトゥスであったグナエウス・ドミティウス・コルブロを派遣、第3軍団ガッリカ、第6軍団フェッラタとともに第4軍団はパルティアとの戦いに従軍する。62年には第12軍団フルミナタとともに再びパルティア戦役に参加するが、ランデイアの戦いで敗北し、降伏してしまうという不名誉な結果に終わった。

### フラウィウス朝
四皇帝の年（69年）には第4軍団は他の東方の軍団と同様、すぐにウェスパシアヌスを支持、しかしながら忠誠を表示したのにもかかわらず第4軍団は精鋭とは考えられてはいなかったので実際の内紛の戦闘に参加する事はなかった。この原因はユダヤ戦争初期に軍団が敗北を喫していたのが原因であったろうと思われる。その間軍団はユダヤ戦争の終結に助力し成功する。

### 以降
2世紀には第4軍団はパルティアとの戦役に従軍、そして181年から183年まで後にこの軍団の支持をもとにローマ皇帝となるセプティミウス・セウェルスが指揮を取った。その後の第4軍団の行動は分かってはいない。219年に第4軍団の指揮官ゲッリウス・マクシムスがローマ皇帝を名乗り、時のローマ皇帝エラガバルスに対して反乱を起こし敗れたという記録を境にほとんど途絶えてしまう。かろうじて5世紀初頭の軍事文書に「第4軍団スキュティカ」の名が記載されるのみである。